# Eibingen
Eibingen im Rheingau ist mit etwa 2800 Einwohnern der größte Stadtteil von Rüdesheim am Rhein, Rheingau-Taunus-Kreis, Hessen, Deutschland.
Am 1. April 1939 wurde die selbstständige Gemeinde mit damals über 1000 Einwohnern gegen deren Willen nach Rüdesheim eingemeindet und ist heute der Kernstadt eingegliedert. Somit ist es der einzige Stadtteil, für den auch 1977 kein Ortsbezirk mit Ortsbeirat eingerichtet wurde. Die Bebauung von Rüdesheim und Eibingen ist nach dem Krieg zusammengewachsen, allein die Gemarkungsgrenze definiert beide Stadtteile.

## Geografische Lage
Der Ortskern von Eibingen liegt in 140 Meter Höhe auf einem Südhang, der sich von den Rheinauen zum Ebental hinaufzieht. Die Eibinger Gemarkung bildet einen über 8 km langen Streifen, der in Höhe der Ortslage gut einen Kilometer breit ist und sich bergwärts unter Einbeziehung der Abtei St. Hildegard, der Siedlungen Windeck und Trift über das Ebental und das frühere Kloster Nothgottes in nunmehr 250 bis 350 Meter Breite bis kurz vor das Forsthaus Weißenturm bei Presberg erstreckt. Nachbargemarkungen sind im Süden und Westen die Kernstadt Rüdesheim und im Osten die Gemarkung von Geisenheim. Die südliche Gemarkungsgrenze liegt zwischen der Hugo-Asbach-Straße und deren nördlichen Anliegergrundstücken. Hinter dem Haus Nummer 17 – westlich der Friedrich-Ebert-Straße, wo die Bebauung von Eibingen und Rüdesheim zusammenstoßen – wendet sich der Grenzverlauf von der Hugo-Asbach-Straße nach Norden ab. Im Norden und Osten grenzt die Ortslage an Weinlagen. Oberhalb der Weinberge liegen die über eine steile Straße erreichbare Abtei sowie die nach dem Krieg entstandenen Siedlungen Windeck und Trift. Nördlich des Ebentals beginnt der Eibinger Gemeindewald. Dieser hat Anteil an dem größten und wertvollsten Eichenwaldbestand im Rheingau.

## Geschichte

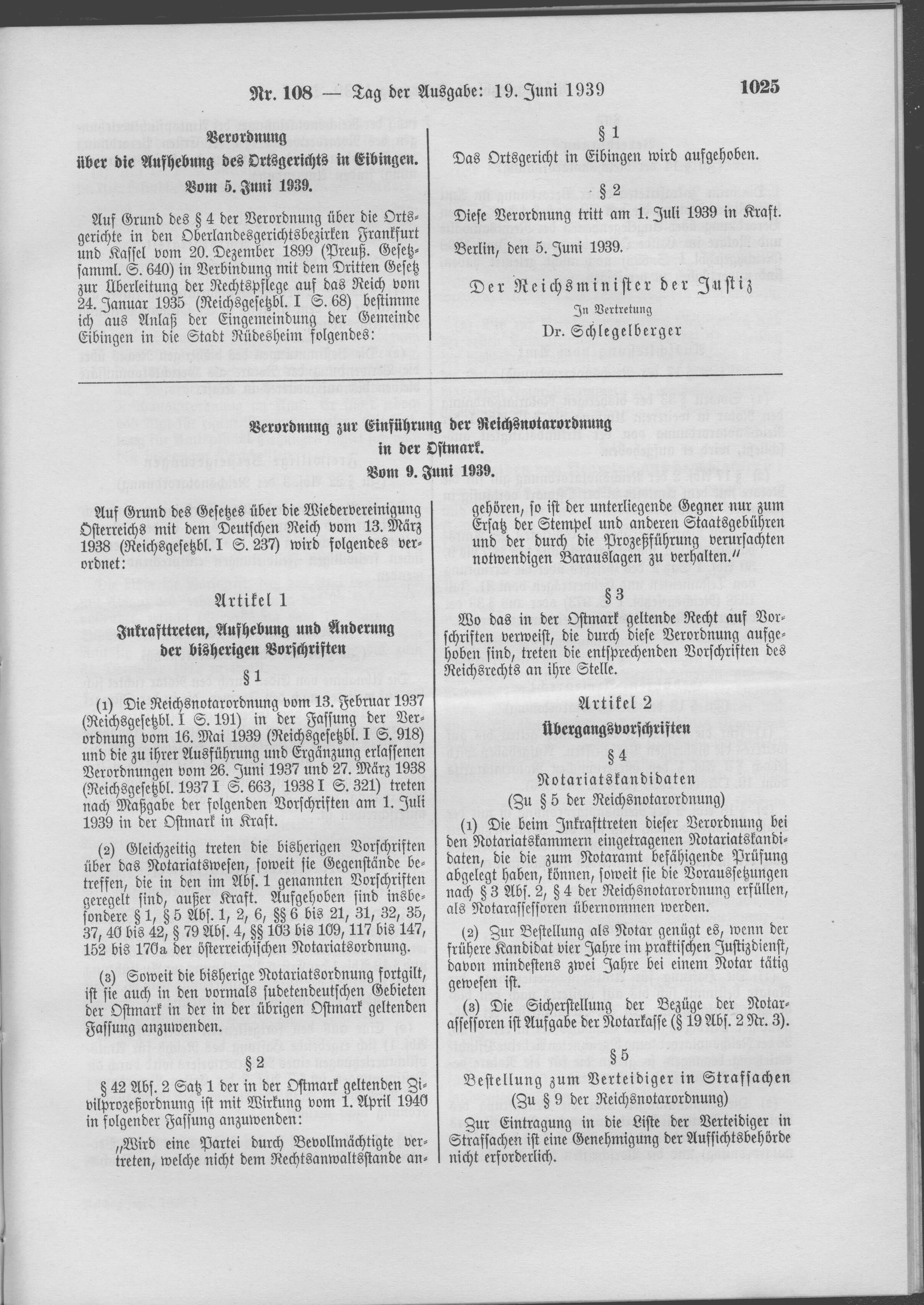
Verordnung über die Aufhebung des Ortsgerichts in Eibingen vom 5. Juni 1939

### Überblick
Die Endung „ingen“ im Ortsnamen kommt im Rheingau nur einmal vor und lässt auf frühesten alemannischen Ursprung (um 213) schließen. Wahrscheinlich ist Eibingen daher eine der frühesten Besiedlungen am Rheindurchbruch. Einige Keltengräber im Eibinger Wald zeugen von der frühen Besiedlung.
Urkundlich erstmals erwähnt wurde der Ort im Jahre 942. Hildegard von Bingen mit ihren Benediktinerinnen übernahm 1165 ein Augustiner-Doppelkloster von 1148, heute Standort der Pfarr- und Wallfahrtskirche „St. Hildegard und St. Johannes der Täufer“. In der Kirche befinden sich der vergoldete Schrein der Hl. Hildegard sowie der Eibinger Reliquienschatz. Unweit der Kirche bergen die Keller des Kirchenkomplexes den Hildegardisquell. Genutzt wird er vom Bischöflichen Weingut Rüdesheim, das diese Keller bewirtschaftet.

### Bürgermeister von Eibingen
1. 1639–1649 Nicolaus Franz
2. 1649–1667 Nicolaus Rinck
3. 1667–1676 Joannes Friederich
4. 1676–1677 Joannes Lucas Franz
5. 1677–1679 Joannes Adamus Rinck
6. 1679–1693 Joannes Dorfeller
7. 1693–1699 Joannes Petrus Algesheimer
8. 1699–1703 Christianus Kniesling
9. 1703–1720 Jacobus Münch
10. 1720–1744 Henricus Corvers
11. 1744–1755 Joannes Petrus Bachmann
12. 1755–1757 Joannes Jacobus Zimmer
13. 1757–1793 Georgius Adamus Sahl
14. 1793–1820 Joannes Georgius Engelmann
15. 1822–1848 Joannes Adamus Körppen
16. 1848–1874 Petrus Fuhrmann
17. 1874–1898 Philippus Wallenstein
18. 1898–1906 Theodorus Weis
19. 1906–1910 Henricus Krancher
20. 1911–1933 Carolus Weis
21. 1933–1936 Henricus Schäfer
22. 1936–1939 E. Nägler (NSDAP)

### Politische Einordnung im Dritten Reich
Eibingen hatte durch seine streng katholisch geprägte Geschichte besonders unter der NS-Diktatur zu leiden. Die Gemeinde hatte durch ihr Stimmverhalten bei Wahlen für Aufmerksamkeit gesorgt, da nahezu einstimmig gegen die NSDAP und deren Ziele votiert wurde. Die Zufahrtsstraßen des Ortes wurden von den Rüdesheimer NS-Gefolgsleuten nach solchen Wahlen mit dicken Buchstaben „Zum Nein-Dorf Eibingen“ gekennzeichnet. Aus der in Eibingen liegenden Abtei St. Hildegard wurden die Schwestern von der Gestapo vertrieben. Auf Vorschlag des Rüdesheimer Bürgermeisters wurden der Eibinger Bürgermeister und der Gemeinderat unter Rechtsbruch gegen Rüdesheimer NSDAP-Mitglieder ausgetauscht, die dann eine Eingemeindung zum 1. April 1939 beschlossen. Eibingen wurde kein eigener Ortsteil, sondern Alt-Rüdesheim eingegliedert. Die 1000-Jahr-Feier 1942 wurde den Einwohnern verwehrt.
Der Beschluss zur Eingemeindung besteht bis zum heutigen Tag fort. Große Teile der Eibinger Bevölkerung sehen ihren Widerstand gegen die NS-Herrschaft darin nicht ausreichend gewürdigt und wünschen sich eine Änderung der Situation.

### Religiöses Leben

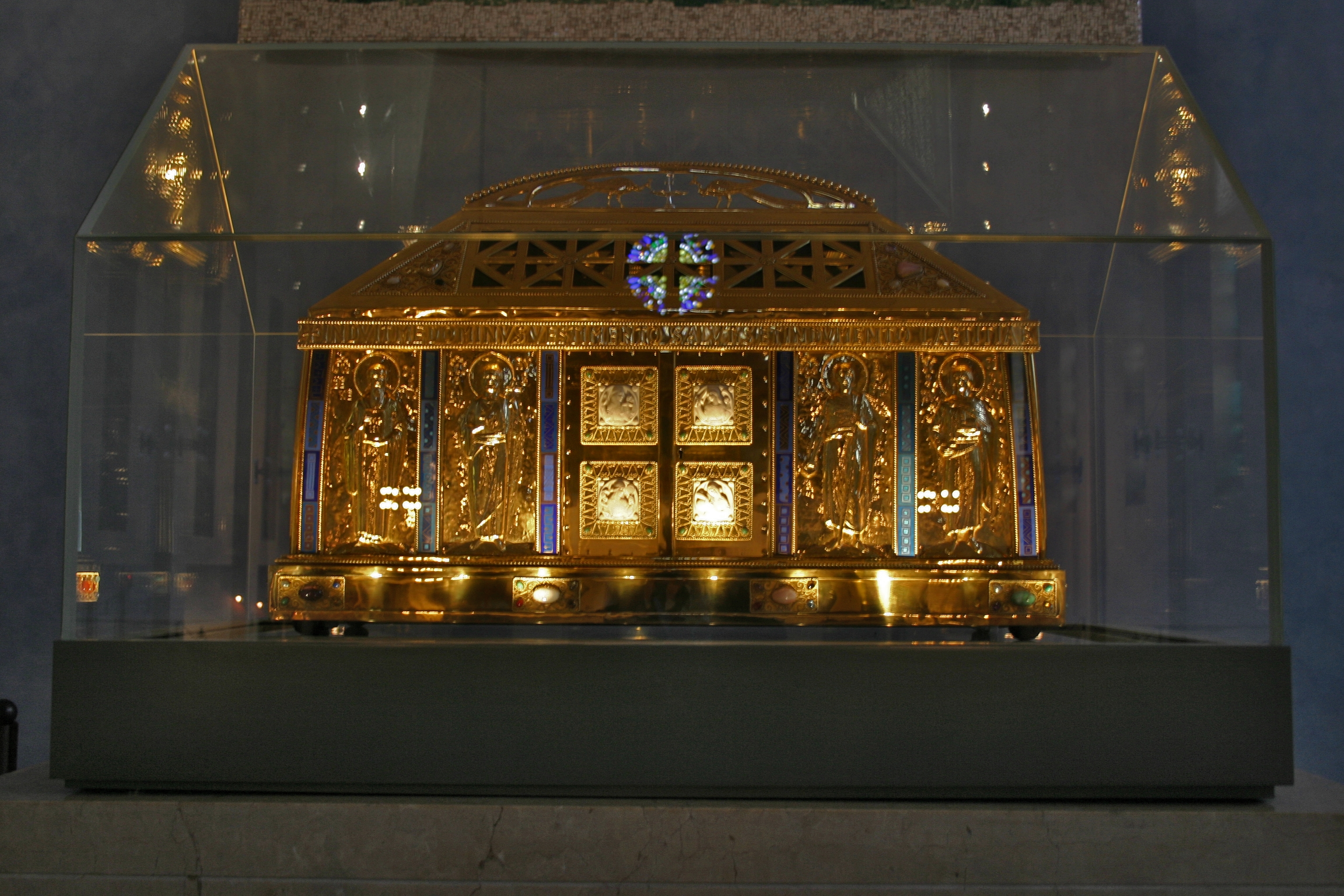
Schrein mit den Gebeinen der heiligen Hildegard von Bingen in der Pfarrkirche von Eibingen

Hildegard hat eine große Anzahl von Reliquien, die ihr als einer der bedeutendsten Frauen des Mittelalters teils geschenkt wurden, zusammengetragen. Dieser Eibinger Reliquienschatz befindet sich, wie der Hildegardisschrein selbst, in der Pfarrkirche St. Hildegard und St. Johannes der Täufer. Der Hildegardisschrein wird in einem Hochgrab im Altarraum der Kirche aufbewahrt, der Reliquienschatz in einem gläsernen Altar im südlichen Teil des Hauptschiffes. Zu ihm gehören u. a.:
- Das Haupt der Heiligen Gudula, der Nationalheiligen von Belgien und Patronin der Stadt Brüssel.
- Das Haupt der Heiligen Berta, Mutter des Heiligen Rupert von Bingen.
- Ein Arm Ruperts von Bingen.
- Das Haupt des Heiligen Valerian.
- Das Haupt des Heiligen Wipert/Wigbert.

## Wappen
Beschreibung: Stilisiert der Buchstabe „Ypsilon“

Bedeutung: Den alten Schreibweisen von Eibingen „Hybingun“ bzw. „Ybingen“ wird durch das Wappen Rechnung getragen.

## Kultur und Sehenswürdigkeiten

### Bauwerke
- Abtei St. Hildegard, auf dem Klosterberg oberhalb des Ortskerns gelegene Abtei, erbaut 1900–1904.
- Pfarr- und Wallfahrtskirche St. Hildegard und St. Johannes der Täufer mit dem historischen Pfarrhaus (ehemaliges Hildegardiskloster Eibingen im Ortskern gelegen). Die Baupläne für den Neubau des Ostflügels (heute Pfarrhaus) im 18. Jahrhundert wurden vom Mainzer Architekten Johann Valentin Thoman (1695–1777) entworfen. Die feierliche Setzung des Grundsteins erfolgte am 21. März 1737, dem Fest des Heiligen Benedikt. Bei der Ausführung wurde tragfähiges Gemäuer aus Hildegards Zeit mit einbezogen.
- Eibinger Zehnthof, historisches Gebäude, ehemaliges Eibinger Rathaus, Zehnthof der Mainzer Regentschaft, heute ein Gasthaus
- Wallensteiner Hof, Gebäudeensemble im Ortskern, Eibinger Oberstraße
- Eibinger Oberstraße, ehemaliger Ortskern
- Eibinger Untergasse; heute Marienthaler Straße, Zweite Hauptstraße in Eibingen.

### Hildegardisfest in Eibingen
Das katholisch geprägte Hildegardisfest wird alljährlich am 17. September in Eibingen gefeiert. Der überlieferte Ablauf beginnt mit dem morgendlichen Pontifikalamt. Zur mittags stattfindenden Reliquienfeier wird der Reliquienschrein geöffnet, um damit bei der anschließendem Reliquienprozession durch die Straßen von Eibingen zu defilieren. Das Fest schließt mit der Hildegardisvesper in der Abtei St. Hildegard.

### Vereine
- Freiwillige Feuerwehr Eibingen
- Männergesangverein Cäcilia Eibingen
- Tischtennisverein Eibingen
- Winzerkapelle
- Weinbauverein Eibingen
- Der Runde Tisch der Eibinger Vereine

## Weinbau
Eibinger Weine werden nicht als solche gekennzeichnet und vermarktet, sondern als Rüdesheimer Wein. Weine aus Eibingen können nur mit einem der folgenden Rüdesheimer Lagennamen bezeichnet sein:
| Einzellage      | Größe in Hektar |
| --------------- | --------------- |
| Kirchenpfad     | 20,09           |
| Klosterlay      | 37,80           |
| Klosterberg     | 39,04           |
| Magdalenenkreuz | 48,09           |

Dabei erstrecken sich die Lagen Klosterlay und Klosterberg bis an die Straße zum Niederwalddenkmal, mithin über die Gemarkungsgrenze nach Rüdesheim hinein. Alle vier Lagen zusammen umfassen in Eibingen etwa 112 Hektar. In drei der vier Weinlagen kann grundsätzlich Erstes Gewächs als Spitzenqualität erzeugt werden. Somit beheimatet Eibingen einige der besten Weinlagen im Rheingau. Sie reihen sich aneinander auf dem Südhang, der von der Hochfläche des Ebentals mit einer Neigung von 5° bis 12° zum Rhein hin abfällt. Bestockt ist die Rebfläche zu 85 % mit Riesling und zu 12 % mit Spätburgunder.

## Persönlichkeiten
- Pfarrer Ludwig Schneider, der die Echtheit der Hildegardreliquien nachgewiesen hat und die Genealogie der Eibinger Familien katalogisiert hat
- Die deutsche Weinprinzessin 2004/2005 Nadine Jäger ist die höchste Vertreterin des Eibinger Weines in der Bundesrepublik
- Gerhard Münch, Pfarrer von Wöllstein und Jakobiner, gefallen im Aufstand der Vendée[4][5]